# Hum pri Ormožu
Hum pri Ormožu je naselje v Občini Ormož.

## Izvor krajevnega imena
Beseda Hum je nastala v narečnem razvoju iz хъlmъ, kar je dalo knjižni slovenščini hólm /grič/. Množinsko prebivalsko ime (etnonim) k temu Xъlml'ane /prebivalci holma/ je dalo krajevno ime Húmlje. V starih zapisih se kraj omenja leta 1320 Chulm, 1429 Chulben; od tod tudi krajevno ime in priimek Humar.